# 阿韋爾·帕切科
阿韦尔·帕切科·德拉埃斯普列亚（西班牙語：Abel Pacheco de la Espriella，1933年12月22日—），曾任哥斯达黎加总统。
帕切科出生于哥斯达黎加东部加勒比海岸的利蒙省的拉玛格丽塔。６岁时，父母离异，他同母亲一起回到圣何塞就学。中学毕业后，帕切科到墨西哥国立自治大学学医。1960年毕业后，回到哥斯达黎加，在利蒙的地方医院任职。后来，帕切科获得了美国路易斯安那国立大学的公费留学机会，专修精神病专业。1962年他在哥精神病院工作，1965年任该院院长，直到1978年。这一年，帕切科被哥斯达黎加国家统一党推举为该党副总统候选人，选举失败。1994年，出任基督教社会团结党副主席，1996年至1998年，任该党主席。1998年至2002年任基督教社会团结党议员。2002年4月当选哥斯达黎加总统，5月8日就职，任期四年。
| 前任： 米格尔·安赫尔·罗德里格斯 | 哥斯达黎加总统 | 继任： 奥斯卡·阿里亚斯 |